# Long Preston
Long Preston is een civil parish in het bestuurlijke gebied Craven, in het Engelse graafschap North Yorkshire met 742 inwoners.

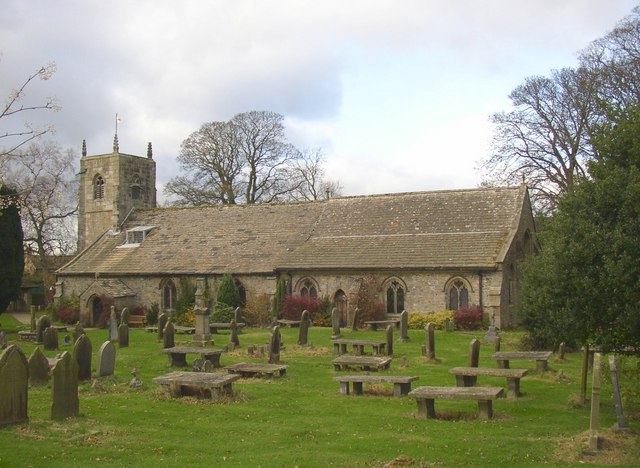
Kerk van St. Mary